# U-Bahnhof Zoo
Zoo ist ein Bahnhof der U-Bahn Frankfurt. Er liegt auf der C-Strecke und wird von den Linien U6 und U7 bedient. Der Bahnhof liegt im Stadtteil Ostend unter dem namensgebenden Tierpark. Hier verzweigt sich die C-Strecke in zwei Linienäste zum Ostbahnhof bzw. nach Enkheim. Die Station wurde am 11. Oktober 1986 eröffnet.

## Lage

Ansicht vom Eingang Pfingstweidstraße (Westen)

Der Bahnhof Zoo liegt zwischen den Stationen Konstablerwache und Habsburgerallee (U7) bzw. Ostbahnhof (U6). Er liegt unter dem Alfred-Brehm-Platz vor dem Gesellschaftshaus des Frankfurter Zoos. In unmittelbarer Nähe befinden sich außerdem das Heinrich-von-Gagern-Gymnasium sowie zwei Krankenhäuser.

## Bauweise
Während die westlichen Zweige der C-Strecke schon seit der Eröffnung befahren werden, war der U-Bahnhof Zoo einige Jahre gemeinsame Endstation beider Linien. Nun verzweigt sich die Strecke hier auf die beiden östlichen Streckenzweige. Die Strecke zum Ostbahnhof ist mit nur etwa 750 Metern die kürzeste Teilstrecke im Frankfurter U-Bahn-Netz. Die beiden Tunnelröhren schließen an die beiden äußeren Gleise des U-Bahnhofs Zoo an. Das nördliche vom Ostbahnhof kommende Gleis unterquert die Tunnelröhre der Anschlussstrecke nach Enkheim. Somit ist eine planfreie Einfädelung der U6-Züge auf die Stammstrecke möglich.

## Betrieb

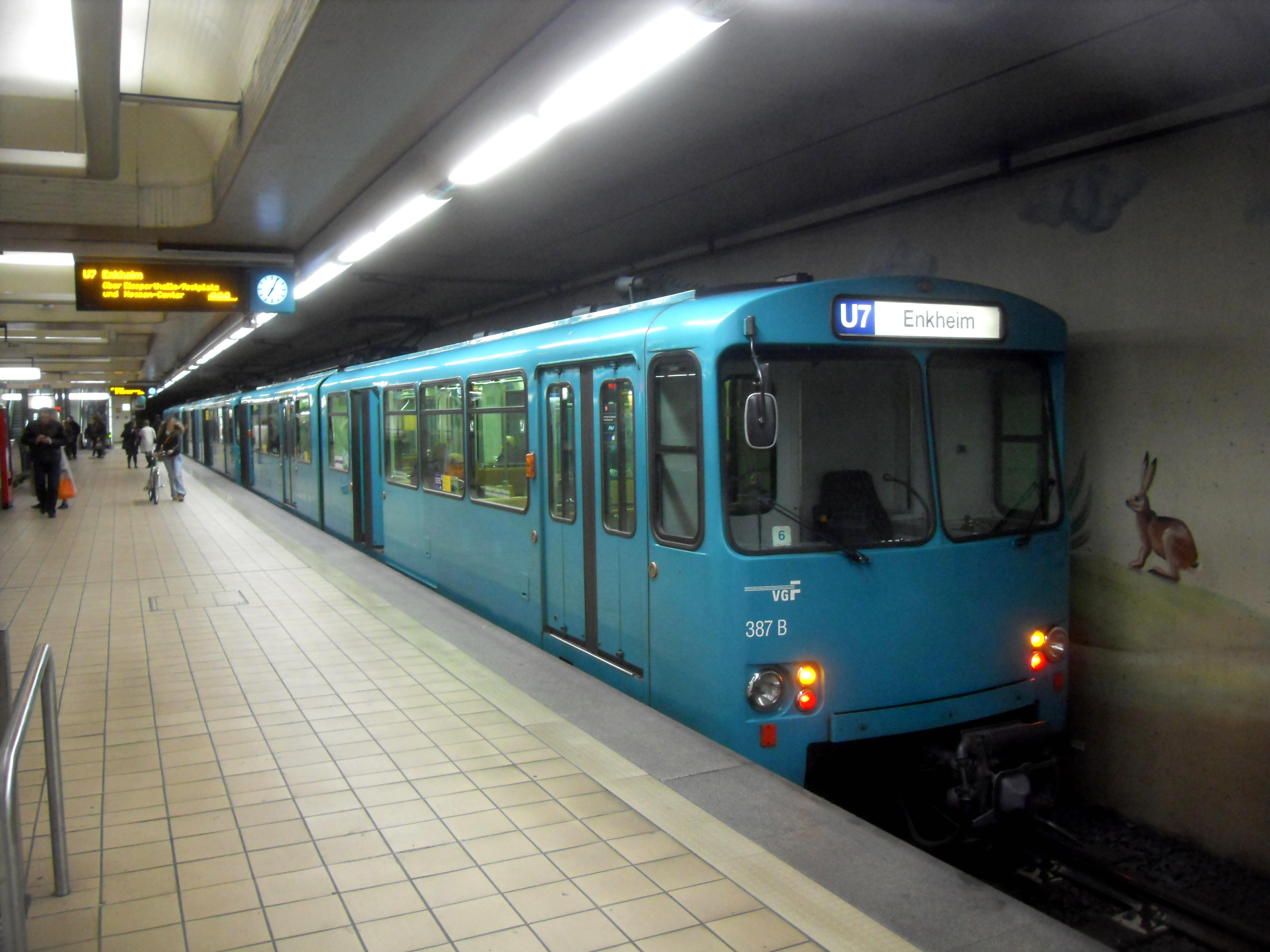
U 2-Triebwagen auf der Linie U7 nach Enkheim

Der U-Bahnhof Zoo wird von den Linien U6 und U7 bedient. An der oberirdischen Straßenbahnhaltestelle halten die Linie 14 und der Ebbelwei-Expreß.
| Linie | Verlauf | Takt                                       |
| ----- | --- | ------------------------------------------ |
| S6    | Hausen – Große Nelkenstraße – Industriehof – Kirchplatz – Leipziger Straße – Bockenheimer Warte – Westend – Alte Oper – Hauptwache – Konstablerwache – Zoo – Ostbahnhof | 10 min 7/8 min (HVZ)                       |
| S7    | Praunheim Heerstraße – Friedhof Westhausen – Stephan-Heise-Straße – Hausener Weg – Fischstein – Industriehof – Kirchplatz – Leipziger Straße – Bockenheimer Warte – Westend – Alte Oper – Hauptwache – Konstablerwache – Zoo – Habsburgerallee – Parlamentsplatz – Eissporthalle/Festplatz – Johanna-Tesch-Platz – Schäfflestraße – Gwinnerstraße – Kruppstraße – Hessen-Center – Enkheim | 10 min 7/8 min (HVZ)                       |
| 14    | Bornheim Ernst-May-Platz – Zoo – Ostendstraße – Altstadt – Willy-Brandt-Platz – Hauptbahnhof – Galluswarte – Galluspark – Gallus Gustavsburgplatz – Gallus Mönchhofstraße | 10 min (werktags) 15 min (sonn-/feiertags) |
| EE    | Ebbelwei-Expreß: Zoo → Ostendstraße → Römer/Paulskirche → Willy-Brandt-Platz → Hauptbahnhof → Festhalle/Messe → Hauptbahnhof → Südbahnhof → Lokalbahnhof → Ostendstraße → Zoo | 35 min (nur an Wochenenden und Feiertagen) |